# ਆ
Cette page contient des caractères spéciaux ou non latins. S’ils s’affichent mal (▯, ?, etc.), consultez la page d’aide Unicode.
ਆ, appelée kanna, ਕਨ੍ਨਾ (kannā)) en pendjabi, est une voyelle de l’alphasyllabaire gurmukhi.

## Utilisation
Le kanna est utilisé pour représenter la voyelle ouverte postérieure non arrondie [ɑ].

## Représentations informatiques
Ses caractères Unicode sont :
| formes       | représentations | chaînes de caractères | points de code | descriptions                   |
| ------------ | --------------- | --------------------- | -------------- | ------------------------------ |
| indépendante | ਅ               | ਆ                     | U+0A06         | lettre gurmukhi ā              |
| dépendante   | ਾ                | ਾ                      | U+0A3E         | diacritique voyelle gurmukhi ā |